# Listă de actori - D
|  | Listă de actori \| \| Listă de actori - D \| Liste alfabetice de actori și actrițe \| Listă de actrițe A - B - C - D - E - F - G - H - I - J - K - L - M - N - O - P - Q - R - S - T - U - V - W - X - Y - Z |

## Actori - D
| - Willem Dafoe (* 1955) - Klaus Dahlen (* 1938) - Paul Dahlke (1904 - 1984) - Bill Daily (* 1928) - Jim Dale (* 1935) - Matt Damon (* 1970) - Charles Dance (* 1946) - Rodney Dangerfield (* 1921) - Jeff Daniels (* 1955) - Ted Danson (* 1947) - Bobby Darin (1936 - 1973) - Dirk Dautzenberg (* 1921) - Rupert Davies (1916 - 1976) - Sammy Davis Jr. (1925 - 1990) - Stringer Davis (1896 - 1973) - Daniel Day-Lewis (* 1957) - James Dean (1931 - 1955) - Michael Degen (* 1932) - Fred Delmare (* 1922) - Alain Delon (* 1935) - René Deltgen (1909 - 1979) | - Robert De Niro (* 1943) - Danny DeVito (* 1944) - Brian Dennehy (* 1938) - Charles Denner (1926 - 1995) - Gérard Depardieu (* 1948) - Johnny Depp (* 1963) - John Derek (1926 - 1998) - Bruce Dern (* 1936) - Vittorio De Sica (1901 - 1974) - Ivan Desny (1922 - 2002) - Andy Devine (1905 - 1977) - Patrick Dewaere (1947 - 1982) - Brad Dexter (1917 - 2002) - Leonardo DiCaprio (* 1974) - Wilhelm Diegelmann (1881 - 1934) - August Diehl (* 1976) - Wilhelm Dieterle (1893 - 1972) - Harald Dietl (* 1933) - Anton Diffring (1918 - 1989) - Matt Dillon (* 1964) - Will Dohm (1897 - 1948) | - James Donald (1917 - 1993) - Robert Donat (1905 - 1958) - Martin Donovan (* 1957) - Kirk Douglas (* 1916) - Melvyn Douglas (1901 - 1981) - Michael Douglas (* 1944) - Robert Downey Jr. (* 1965) - Heinz Drache (1923 - 2002) - Richard Dreyfuss (* 1947) - Horst Drinda (1927 - 2005) - David Duchovny (* 1960) - Roy Dupuis (* 1963) - Fred Düren (* 1928) - Patrick Duffy (* 1949) - Jimmy Durante (1893 - 1980) - Charles Durning (* 1923) - André Dussolier (* 1946) - Robert Duvall (* 1931) - Ferdinand Dux (* 1920) |

## Actrițe
|  | Listă de actrițe \| \| Listă de actori \| Liste alfabetice de actori și actrițe \| Listă de actrițe A - B - C - D - E - F - G - H - I - J - K - L - M - N - O - P - Q - R - S - T - U - V - W - X - Y - Z |